# Лак за нокте
Лак за нокте је лак који се може нанети на људске нокте на рукама или ногама како би украсио и заштитио нокте. Формула је више пута ревидирана како би се побољшали њени декоративни ефекти и спречило пуцање или љуштење. Лак за нокте састоји се од мешавине органског полимера и неколико других компоненти које му дају јединствену боју и текстуру. Лакови за нокте постоје у свим нијансама боја и играју значајну улогу у маникиру или педикиру.

## Историја
Лак за нокте настао је у Кини и датира из 3000. године пре нове ере.  Око 600. п. н. е, током династије Џоу, краљевска кућа је волела златну и сребрну боју. Међутим, црвена и црна су на крају замениле ове металне боје као краљевске фаворите. Током династије Минг, лак за нокте често се правио од смеше која је укључивала пчелињи восак, беланце, желатин, биљне боје и арапску гуму. 
У Египту су ниже класе носиле бледе боје, док је високо друштво нокте фарбало у црвенкасто смеђе боје, каном.  Мумифицирани фараони такође су имали нокте офарбане каном.
Обојени лак за нокте појавио се тек 1920-их. Формуле раних лакова за нокте креиране су помоћу основних састојака као што су уље лаванде, кармин, оксидни калај и уље бергамота. Чешће су нокти лакирани тонираним пудерима и кремама, а онда брушени док не постану сјајни. Једна врста производа за полирање која се продавала у то доба била је Графова паста за нокте Хигло.

## Састојци
- Лак за нокте састоји се од полимера који ствара филм, растворен у испарљивом органском растварачу. Обично је то раствор нитроцелулозе у бутил ацетату или етил ацетату. Ова основна формулација проширена је на следеће:[8]

- Пластификатори дају не-крхке филмове. Дибутил фталат и камфор су типични пластификатори.
- Боје и пигменти. То су једињења која обухватају хром оксид, хром хидроксид, гвожђе фероцијанид, калај диоксид, титанијум диоксид, гвожђе оксид, кармин, ултрамарин и манганвиолет.
- Опалесцентни пигменти. Блистави/светлуцави изглед у боји могу дати лискуни, бизмут оксихлорид, природни бисери и алуминијумски прах.
- Адхезивни полимери осигуравају да се нитроцелулоза прилепи на површину нокта. Један од модификатора који се користи је тосиламид-формалдехидна смола.
- Средства за згушњавање додају се како би се задржале блиставе честице у суспензији док су у боци. Типично средство за згушњавање је стеаралконијум хекторит. Средства за згушњавање показују тиксотропију, њихови раствори су вискозни док су мирни, али слободно текући када се узбуркају. Ова дуалност је погодна за лако наношење свеже промућкане смеше како би се добио филм који се брзо учвршћује.
- Ултраљубичасти стабилизатори одолевају променама боје када је суви филм изложен сунчевој светлости. Типични стабилизатор је бензофенон-1.

## Врсте

### Основни премаз
Ова врста лака је бистра, млечно обојена или непрозирна ружичаста формула лака која се посебно користи пре наношења лака. Његова сврха је јачање ноктију, регенерација влаге у ноктима и помагање лаку да се прилепи за нокат. Спречава мрљање и продужава животни век маникира. Неки основни слојеви могу створити глатку површину, уклањајући нагласак на гребенима који се могу појавити на ноктима без напукнућа. Неки основни слојеви, који се називају „ољуштити основне слојеве“, омогућавају кориснику да скине лак без употребе средства за уклањање.

### Завршни премаз
Ова врста лака је бистра формула лака у боји која се посебно користи након наношења лака на нокте. Формира очврслу баријеру која може спречити уситњавање, огреботине и љуштење. Многи завршни премази се продају на тржишту као „брзосушећи“. Завршни премази такође могу помоћи да се основни обојени лак брзо осуши. Лаку даје жељени изглед и могу помоћи да се лак дуже одржи.

### Гел
Гел лак је дуготрајна врста лакова за нокте која се састоји од врсте метакрилатног полимера. На нокте се наноси слично традиционалном лаку, али се не осуши. Уместо тога, стврдњава се под ултраљубичастом лампом или ултраљубичастом ЛЕД диодом. Иако уобичајене формуле лакова за нокте обично трају два до седам дана без скидања, гел лак може трајати и две недеље уз правилну примену и негу код куће. Гел лак може бити теже уклонити од обичног лака. Обично се уклања натапањем ноктију у чисти ацетон (растварач који се користи у већини средстава за уклањање лакова) током пет до петнаест минута, у зависности од формуле.

### Мат
Мат лак је попут уобичајеног лака, али без сјаја. Може се купити као основни премаз у различитим бојама. Мат лак може се наћи и у завршном премазу. Мат премаз је најкориснији за бојење било које суве основне боје, дајући му другачији изглед. Мат завршни лак ће пригушити сјај уобичајеног лака. Мат лак је постао веома популаран током година, посебно јер се може користити у апликацијама за нокте, где се на ноктима могу креирати дизајни користећи контраст сјајних и мат површина.

## Мода
Традиционално, лак за нокте почео је у бистрој, белој, црвеној, ружичастој, љубичастој и црној боји. Лакови за нокте могу се наћи у разним бојама и нијансама. Поред чврстих боја, лак за нокте развио је и низ других дизајна, попут испуцаних, блиставих, љуспичастих, ишараних, иридесцентних и холографских. Кристално стакло или друга декоративна уметност такође се често наносе на лак за нокте. Неки лакови се рекламирају да подстакну раст ноктију, ојачају нокте, спрече нокте да се ломе, пуцају или цепају, па чак и да зауставе грицкање ноктију.

### Француски маникир
Француски маникир је дизајниран који подсећа на природне нокте, а одликује се природним ружичастим основним ноктима са белим врховима. Француски маникир је можда настао у осамнаестом веку у Паризу, али је био најпопуларнији 1920-их и 1930-их. Међутим, традиционални француски маникир се много разликовао од онога што данас знамо. Генерално су нокти били црвени, док се остављао округли облик полумесеца на месту близу празног места за кутикулу како би побољшали лунулу нокта, познату сада као маникир полумесеца.
Са модерним француским маникиром, трендови укључују бојење различитих боја за врхове ноктију уместо беле. Француски врхови ноктију могу се направити помоћу налепница и матрица. И даље се обично ручно раде сликањем лаком или гелом или вајањем акрилом.

### Друштвени медији
Друштвени медији створили су културу ноктију која омогућава корисницима да деле слике својих ноктију. Women's Wear Daily извештава да је продаја лакова у САД 2012. постигла рекордних 768 милиона америчких долара, што је 32% више у односу на 2011. годину. Неколико нових лакова и сродних производа појавило се на тржишту у другој деценији двадесет првог века као део експлозије уметности ноктију, попут налепница за нокте (било од лака за нокте или од пластике), шаблона, магнетног лака за нокте, оловке за нокте, завршни премази са сјајем и шљокицама, кавијар за нокте (микро перлице), лак за нокте који се продаје за мушкарце, мирисни лак за нокте и лак за нокте који мења боју (мењају нијансу када су изложени сунцу).
Лакове у западном свету чешће су носиле жене, у зависности од моралних обичаја. У култури викторијанске ере генерално се сматрало да жене не могу да се украшавају шминком или бојењем ноктију, јер се природни изглед сматрао чеднијим и чистијим. Двадесетих година 20. века, међутим, жене су почеле да носе боје у новим шминкама и производима за нокте, делимично се бунећи против таквих обичаја своје недавне прошлости. Од 1920-их, боје ноктију су напредовале од француског маникира и стандардних црвених до различитих палета избора боја, обично усклађених са бојама одеће модне индустрије за сезону. До 1940-их цео нокат је офарбан; пре тога било је модерно остављати врхове и полумесец без лака.
Мање је уобичајено да мушкарци носе лак за нокте, а употреба се може сматрати кршењем традиционалних родних норми. Употребе укључују прозирни лак за заштиту ноктију од ломљења или давање негованог сјаја и обојеног лака на ноктима и ноктима. Професионални бејзбол играчи, посебно хватачи, могу на терену носити лак за нокте.

## Одстрањивач лака за нокте
Средство за уклањање лака за нокте је органски растварач који такође може садржавати уља, мирисе и боје. Пакети средстава за уклањање лака за нокте могу садржати појединачне јастучиће од филца натопљене средством за уклањање, бочицу средства за уклањање течности која се користи са ватом или памучном подлогом или посуду напуњену пеном у коју се уметне прст и врти док се лак не скине. Избор врсте средства за уклањање одређује се према корисниковим преференцама, а често и према цени или квалитету средства за уклањање.
Најчешћи уклањач је ацетон. Ацетон такође може уклонити вештачке нокте израђене од акрила или очврслог гела.
Алтернативни одстрањивач лака за нокте је етил ацетат, који често садржи и изопропил алкохол. Етил ацетат је обично оригинални растварач за сам лак.
Ацетонитрил се користи као средство за уклањање лакова, али је токсичнији од горе поменутих опција. Забрањена је у Европском економском простору за употребу у козметици од 17. марта 2000.

## Здравствени проблеми
Оспоравају се здравствени ризици повезани са лаком за нокте. Према америчком Министарству здравља и социјалних услуга, „Количина хемикалија које се користе у истраживањима на животињама вероватно је неколико стотина пута већа од оне којој бисте били изложени употребом лака за нокте сваке недеље или слично. Дакле, шансе да било који појединачни фталат нанесе такву штету код људи врло су мале.“ Са озбиљнијим здравственим ризиком суочавају се професионални техничари за нокте, који маникир изводе преко радне површине, познате као столић за нокте, на којем руке клијента почивају - директно испод зоне дисања техничара. 2009. године, Сузан Ројтман, епидемиолог из Одељења за примењена истраживања и технологију Националног института за заштиту на раду и здравља САД, најавила је савезни напор да процени ефикасност столова за нокте са вентилацијом ради уклањања потенцијалних хемикалија и лакова за нокте и излагања прашини са радног места техничара. Ови вентилациони системи могу смањити изложеност радника хемикалијама за најмање 50%. Многи техничари за нокте често носе маске којима прекривају уста и нос од удисања прашине или хемикалија из производа за нокте.
Према Ројтмановој, све већи број научне литературе сугерише да неки удисани и апсорбовани органски растварачи који се налазе у салонима за нокте, као што су гликол етри и дисулфид угљеника, могу имати негативне ефекте на репродуктивно здравље.
Формулације лакова за нокте могу садржавати састојке који су токсични или утичу на друге здравствене проблеме. Једна контроверзна група састојака су фталати који могу да изазову ендокрине поремећаје и повезани су са проблемима у ендокрином систему и повећаним ризиком од дијабетеса. Потрошачке групе су притискале произвођаче да смање или елиминишу потенцијално токсичне састојке, а у септембру 2006. неколико компанија се сложило да поступно укидају дибутил фталате.  Не постоје универзални стандарди безбедности потрошача за лакове, иако је формалдехид елиминисан из неких марки лакова, други га и даље користе.

### Прописи и брига за животну средину
Амерички град Сан Франциско донео је градску уредбу, јавно идентификујући установе које користе лакове за нокте без „токсичног триа“: дибутил фталата, толуена и формалдехида.
Нека регулаторна тела, попут Одељења за јавне радове у Лос Анђелесу, лак за нокте сматрају опасним отпадом. Многе земље имају строга ограничења за слање лакова за нокте поштом.  „Отровни трио“ се тренутно укида, али још увек постоје компоненте лакова за нокте које би могле да изазову проблеме за животну средину. Просипање боце у земљу може проузроковати контаминацију подземне воде.  Хром (III) оксид зелена и пруско плаво су чести у лаковима за нокте и доказано је да пролазе кроз хемијску разградњу, што би могло имати штетан утицај на здравље.